# Сонатная форма
Сона́тная фо́рма — музыкальная форма, состоящая из трёх основных разделов, где в первом разделе (экспозиция) противопоставляются главная и побочная партии, во втором (разработке) эти темы развиваются, в третьем (реприза) повторяется экспозиция.

## Общие сведения
Сонатная форма — наиболее развитая из всех гомофонных форм. Она даёт возможность объединить самый разнообразный материал, иногда на очень большом временном пространстве.
Отличие сонатной формы от всех других заключается в том, что развивающий раздел (разработка) является центральным по своему значению, в нём проявляется основная идея сонатной формы — конфликтность и динамика развития. Ни в какой другой форме развитие не имело определяющего, «идейного» значения.
Сонатная форма стала наиболее полным выражением идей европейского классицизма. В ней имеет место конфликтное сопоставление двух образов (главная партия и побочная партия), развитие конфликта в разработке и его результат в репризе и коде.
Эта форма стала единственной, в которой драма была выражена чисто музыкальными средствами, без привлечения каких-либо иных (как, например, текста в опере).
Нужно заметить, что сонатная форма чрезвычайно быстро достигла своих вершин (в позднем творчестве Гайдна, Моцарта, а впоследствии Бетховена). Этот процесс занял менее 50 лет. В творчестве Моцарта представлено огромное количество модификаций сонатной формы. Бетховен продолжил этот процесс и вывел его на новый уровень, дав толчок к последующему разрушению чистой сонатной формы и обогащению её за счёт других принципов формообразования (см. ниже). Поэтому все, что будет написано в целом о сонатной форме, относится в основном к творчеству Гайдна, Моцарта и Бетховена.
Сонатная форма, при всей её сложности, обладает большой стройностью и устойчивостью. Благодаря этому она остаётся актуальной и в наше время, пережив всевозможные модификации в музыке XIX и XX веков.
В обобщённом виде схема формы такова (ГП — главная партия, ПП — побочная партия, СП — связующая партия, ЗП — заключительная партия; в квадратные скобки заключены разделы, которые в различных вариантах формы могут опускаться).
| [Вступление] | Экспозиция | Экспозиция | Экспозиция | Экспозиция | [Разработка] | Реприза | Реприза | Реприза | Реприза | [Кода] |
| [Вступление] | ГП         | [СП]       | ПП         | [ЗП]       | [Разработка] | [ГП]    | [СП]    | [ПП]    | [ЗП]    | [Кода] |
| [Вступление] | T          |            | D          |            | [Разработка] | T       |         | T       |         | [Кода] |

## Классификация и применение

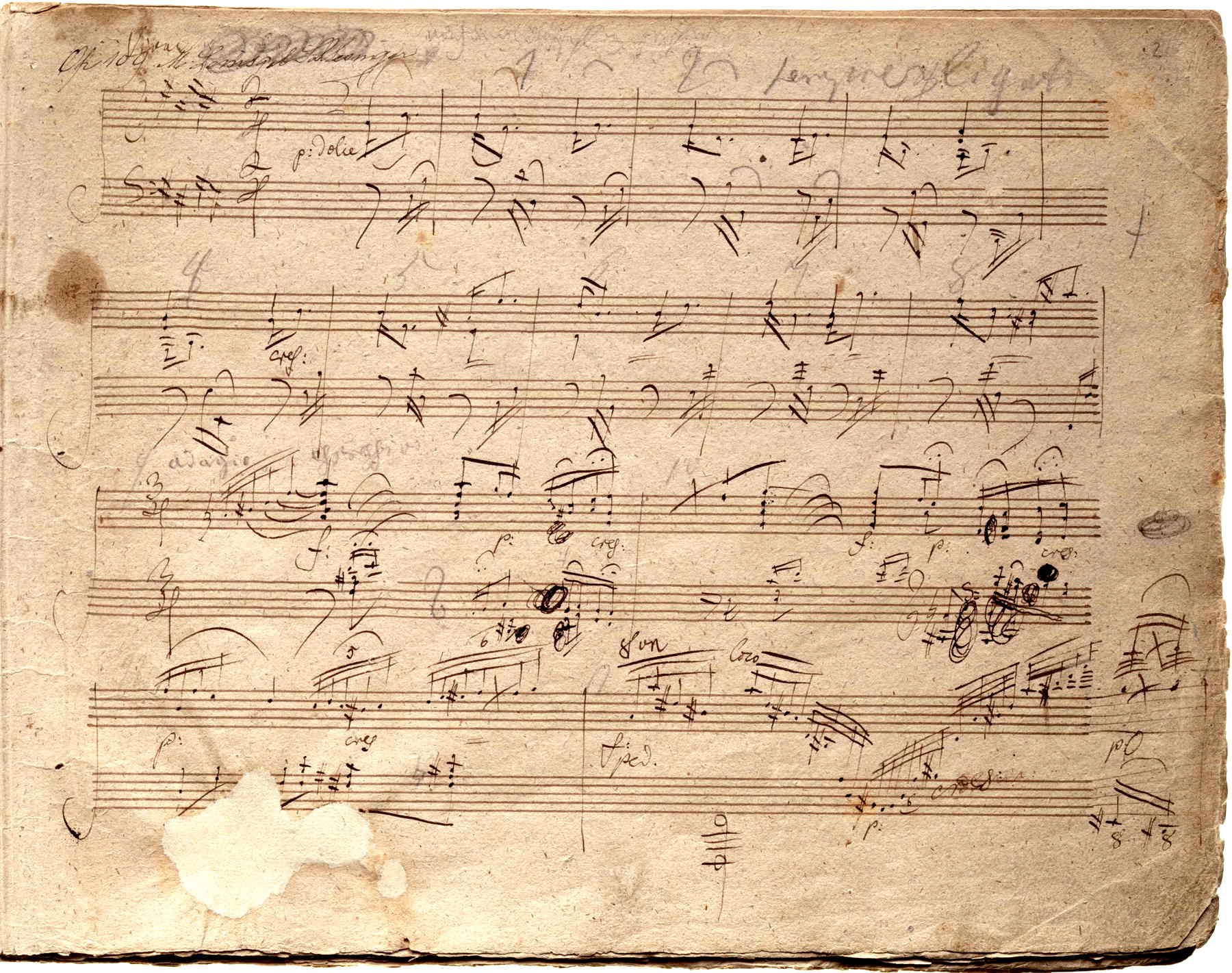
Людвиг ван Бетховен. Соната для фортепиано № 30, ор. 109 (автограф)

Сонатная форма применяется в основном в первых частях сонатно-симфонических циклов (этот тип формы принято называть формой сонатного allegro, благодаря устойчивому жанру быстрой первой части у композиторов-классиков), реже — в финалах и медленных частях. Также в сонатной форме могут быть написаны одночастные произведения (особенное распространение они получили в эпоху романтизма): баллады, фантазии и т. п.
Поскольку в наиболее чистом виде сонатная форма применяется именно в первых частях циклов, этот тип выделяют как основной. В других частях цикла и в одночастных произведениях сонатная форма трансформируется в соответствии с жанром, иногда утрачивая основную идею формы (конфликт и развитие). Существуют другие разновидности сонатной формы, тоже связанные с определённым жанром: сонатная форма в концерте с солистом (с двойной экспозицией) и сонатина.
Итак, выделяют 3 основных класса сонатных форм:
1. Форма сонатного allegro.
2. Сонатная форма в иных частях цикла и иных жанрах.
3. Разновидности сонатной формы (сонатная форма с двойной экспозицией и сонатина).

Так как основным и наиболее «чистым» типом является первый, описание типичной сонатной формы ниже будет относиться к нему.
Кроме этого, существуют формы рондо-сонаты и сонаты с эпизодом вместо разработки. Первую, объединяющую в себе черты рондо и сонатной формы, принято относить к смешанным формам. Вторая является одной из форм рондо (5-я форма рондо по классификации А. Маркса).

## Экспозиция сонатной формы
Экспозицией называется начальный раздел формы (не считая вступления, если оно есть). Экспозиция состоит из главной партии в главной тональности, связующей партии (в которой происходит модуляция), побочной партии в новой тональности и с новым образным наполнением, и заключительной партии, которая завершает экспозицию.
Партиями называются различные участки экспозиции, обособленные гармонически. Так, главная партия выдержана в главной тональности, связующая представляет собой неустойчивый ход, побочная партия выдержана в новой тональности. Нужно заметить, что партии не тождественны темам. Партии — это участки формы, и в них может находиться по несколько тем.

### Главная партия
Главная партия — чрезвычайно важная составляющая экспозиции. Она — основа будущего конфликта и развития. Тема главной партии в большинстве примеров выражает основную мысль произведения. Она часто состоит из двух или более контрастных элементов, взаимодействие которых в сжатом виде воспроизводит конфликтность всей формы. Это качество главной партии даёт богатые возможности для дальнейшего развития, что является необходимым условием существования формы. Главная партия даёт первый толчок этого развития.

#### Гармоническое строение
Гармоническая функция главной партии — обеспечить главенство тоники главной тональности. Эта функция также чрезвычайно важна, так как тоника вернётся теперь только в репризе, до этого количество устойчивых разделов минимально. В главной партии тоника должна быть выражена явно и самодовлеюще, чтобы форма имела внутреннее стремление к ней в репризе. Иначе пространство гармонической неустойчивости затмит главную тональность и форма распадётся.
Эти условия влекут некоторые гармонические ограничения главной партии. Она в основном состоит из тонико-доминантовых оборотов. Субдоминанта появляется часто только в кадансе (так как она может пошатнуть главенство тоники), нечасто встречаются отклонения. Главная партия всегда заканчивается в главной тональности, каденцией на тонике или доминанте.

#### Тематическое строение
Тематизм главной партии также должен обладать несколькими определёнными свойствами. Мотивы темы должны быть чёткими и легко отделимыми друг от друга в процессе развития. Каждый мотив темы обладает самостоятельностью и значимостью. Это связано с серьёзностью музыкального содержания сонатной формы. Поэтому в главной партии редки жанровые темы.

#### Форма
Критерию сжатости и ёмкости отвечает и форма главной партии. В большинстве случаев это период (например, фортепианные сонаты Бетховена №2, 4, 7, 20, 31 и др.) или большое предложение (фортепианные сонаты Бетховена № 1, 3, 5, 19 и др.). Более развёрнутые формы редки.

### Связующая партия
Связующая партия — неустойчивый раздел, в этом она противопоставляется главной. Роль связующей партии — совершить переход от главной партии к побочной. Этот переход затрагивает и гармоническую сферу (так как побочная партия имеет новую тональность), и тематическую (так как побочная партия в большинстве случаев экспонирует контрастный образ).

#### Гармоническое строение
Гармонически связующая партия почти всегда состоит из трёх этапов — пребывание в главной тональности, собственно переход и краткое пребывание в новой тональности. Эти этапы могут быть выражены полнее или короче: основная тональность может быть представлена целым предложением или одним аккордом, переход может совершаться быстро или проходить через несколько тональностей, пребывание в новой тональности может представлять собой большой предыкт или один доминантовый аккорд. В медленных частях поздних симфоний Моцарта напротив, связующая партия сразу начинается в новой тональности, противопоставляясь главной партии.

#### Тематизм
Связующая партия редко имеет собственную тему. В большинстве случаев она построена на мотивах главной партии, к которым постепенно добавляются новые мотивы. Таким образом совершается тематический переход к побочной партии.
Однако в некоторых случаях в связующей партии появляется новая тема, в образном плане контрастная главной партии и близкая побочной (при этом сохраняется гармоническая неустойчивость). Такую тему называют промежуточной темой, так как её модуляционное движение (обязательное для связующей партии) всегда приводит к настоящей побочной. См., например, сонату для фортепиано № 7 Бетховена.

### Побочная партия
Побочная партия появляется в результате развития материала главной партии. Однако, она во всем противостоит главной: в гармонии, тематизме, образности. Она часто длится дольше, чем главная партия, но при этом не перевешивает её по смысловой нагрузке. Ядро сонатной формы все равно остаётся заключённым в главной партии.

#### Гармоническое строение
Главная гармоническая функция побочной партии — установление новой тональности. В абсолютном большинстве случаев это тональности доминантового направления: для мажорного произведения — доминантовая тональность, для минорного — доминантовая (чаще натуральная) или параллельная. В редких случаях это может быть параллельная (минорная) тональность в мажорном произведении, либо другие терцовые соотношения тональностей. В послеклассической сонатной форме возможны любые соотношения тональностей.
Побочная партия гармонически обладает большей «рыхлостью» по сравнению с чрезвычайно устойчивой главной. Поэтому начало побочной партии гармонически может быть «смазано», не отделяясь чётко от связующей. Безусловно в гармоническом отношении только заключение (с обязательной полной каденцией).

#### Тематизм
Тематически, как и образно, побочная партия противостоит главной. Она больше ориентирована на мелодию, в которой обычно более выражены вокальные черты.
Часто имеет место ритмическое обновление побочной партии. Характерно укрупнение длительностей и замедление движения. Реже встречается активизация движения и более мелкие длительности.
В фактуре нередко имеет место выраженное разделение на мелодию и сопровождение, что характерно для темы с развитой мелодией (например, фортепианная соната № 16 Бетховена). Гораздо реже встречается обратное — полифоническое насыщение фактуры (его же Квартет, ор. 59 № 3).
В некоторых случаях в побочной партии используется тема главной (но обязательно в новой тональности) либо в первоначальном виде, либо в несколько модифицированном. Это явление имело место в творчестве Гайдна (например, его Симфония № 104 ре мажор), когда ещё не сложилось обязательное образное противопоставление партий, как исключение — у Бетховена (например, в первой части «Аппассионаты»). В послеклассическую эпоху это было связано с появлением монотематизма и представляет собой в сущности другое явление

#### Форма
Форма побочной партии также свободна и допускает множество вариантов. Чаще других это большое предложение или простая двухчастная форма. Однако нужно заметить, что под влиянием относительной гармонической свободы эти формы часто лишаются квадратности благодаря дополнениям, расширениям и т. п.

#### Сдвиг
Сдвиг (прорыв, перелом) — частое явление в побочной партии, также называется эпизодом. Сдвигом называется внезапное нарушение характера и появление контрастных элементов главной или связующей партий. Сдвиг — ещё одно отражение основного конфликта, который со всей силой будет раскрыт в разработке. При этом возникает существенное расширение и форма побочной партии фактически разрушается.
Контраст в момент сдвига может быть разной силы. Это может быть и появление более диссонирующей гармонии (наиболее слабый контраст), и вторжение материала главной партии в её изначальном характере (наиболее сильный вариант, особенно при драматичной главной и лиричной побочной).

### Заключительная партия
Функция заключительной партии — закрепить достигнутое в экспозиции, прежде всего в тональном отношении. Поэтому для неё характерен заключительный тип изложения. Кроме того, заключительная партия в некоторой степени обобщает весь материал экспозиции, её заключительное действие шире, чем простое закрепление тоники в дополнении или каденции.
Гармонически заключительная партия должна закрепить новую тональность. Часто имеет место многократное повторение кадансового оборота или наличие тонического органного пункта 
Для тематизма характерно использование элементов предшествующих партий, в большинстве случаев главной и связующей, которые представлены в различных комбинациях. В этом снова проявляется обобщающая роль заключительной партии. Введение новой темы встречается редко, а если встречается, тема не бывает развёрнутой. Это связано с тем, что экспонирование новой темы не соответствует заключительному типу изложения и обобщающей функции заключительной партии.

## Разработка
Разработка — второй большой раздел формы. В ней происходит развитие тем в условиях тональной и гармонической неустойчивости. В процессе развития возможно видоизменение тем, вплоть до их переосмысления.
Постоянная неустойчивость — главное свойство разработки. Неустойчивость выражается в гармоническом строении (постоянные модуляции), в метрике (отсутствие квадратности) и в тематизме (темы существуют не в полном виде, а в виде вычлененных мотивов).
Так как разработка — самый неустойчивый раздел формы, она наименее регламентирована. В зрелой сонатной форме (прежде всего у Бетховена) разработка каждого произведения индивидуальна, каждый раз она выстраивается в соответствии со свойствами материала экспозиции и общей идеей произведения.
В зрелой сонатной форме разработка — центральный и важнейший раздел формы, обычно она весьма протяжённа и по размерам не уступает экспозиции. Кроме этого, ближе к концу разработки (примерно в точке золотого сечения всей формы) обычно располагается генеральная кульминация (момент наивысшего напряжения в музыкальном произведении).
Как и другие развивающие разделы формы, разработка имеет три этапа — вступительный (пребывание в тональности), собственно развивающий (модуляции в разные тональности) и та или иная подготовка тональности репризы.

### Тональное и гармоническое строение

#### Крайние разделы
Фактически разработка представляет собой большой модуляционный ход от тональности, в которой окончилась экспозиция, к основной тональности (в ней начнётся реприза). С этим связана общая тонально-гармоническая неустойчивость.
Однако не всегда разработка начинается в тональности окончания экспозиции, хотя это имеет место в большинстве случаев. Возможно начало разработки в одноимённой тональности (квартет Бетховена ор. 18 № 3) либо в более далёкой тональности, которая вводится сопоставлением (его же соната для скрипки и фортепиано № 1).
Завершающий раздел разработки является подготовкой к репризе, поэтому заканчивается разработка в большинстве случаев в основной тональности. Часто здесь применяется предыкт с доминантовым органным пунктом.

#### Центральный раздел
Собственно разработка представляет собой большой ход между крайними точками. В его процессе происходят модуляции в различные тональности. Путь этих модуляций, как и многие другие качества разработки, не регламентирован. Возможно два основных типа тонального движения:
— Если разработка началась в тональности окончания экспозиции (или в одноимённой) — постепенные модуляции во все более далёкие от исходной тональности и возвращение к главной (например, соната для фортепиано № 16 Бетховена).
— Если разработка началась в далёкой тональности путём сопоставления — постепенное возвращение к главной тональности (соната для фортепиано № 17 Бетховена).
Принцип следования тональностей может отвечать некоторой закономерности. Часто встречаются разработки, организованные по принципу кварто-квинтового круга или по принципу терцовой либо секундовой смены тональностей. Однако не редки и такие, в которых последовательность тональностей не объединена общей закономерностью и новая тональность определяется каждый раз внутренней необходимостью.
Участки разработки в разных тональностях неравнозначны. Некоторые тональности могут быть взяты «касанием», другие могут быть представлены большим относительно устойчивым разделом.

### Тематический материал
Тематизм разработки определяется только одним условием — развитию подвергается материал экспозиции. В остальном (количество используемых тем, порядок их следования, степень изменения и т. д.) разработка не регламентирована. Это её качество даёт широкий простор для индивидуальных решений.
Однако, при развитии материала имеют место несколько обязательных условий. Одно из них — разработка должна создать новую ситуацию, противоположную экспозиции (а именно, противопоставить неустойчивость — устойчивости), поэтому темы редко проводятся целиком. Происходит вычленение отдельных мотивов и участков тем и дальнейшая работа с ними.
Чаще в разработках используется материал главной партии, так как по своей природе он более склонен к разделению на изначально контрастные мотивы. Тематизм побочной партии используется реже, так как в силу большей напевности он хуже поддаётся мотивному дроблению, и в случае использования выступает более полно.
При всем этом возможно введение в разработке новой темы. Такой раздел разработки называется эпизодом (по аналогии с эпизодом в форме рондо). Чтобы не разрушить развивающую сущность разработки, эта тема должна сочетаться с иным материалом (то есть разработка не может строиться целиком на новой теме). Эта тема может быть или принципиально новой, выражающей некий достигнутый к моменту её введения результат развития, или может представлять собой серьёзную модификацию одной из тем экспозиции. В любом из этих случаев новая тема участвует в развитии наряду с другими темами.
Приёмы тематического развития в разработке чрезвычайно разнообразны. В творчестве Бетховена в разработках используются все такие приёмы, сформировавшиеся к тому времени. Одними из главнейших является приёмы дробления и вычленения.

#### Полифонические приёмы
Полифоническое развитие тем очень важно для разработки, несмотря на гомофонную природу сонатной формы. Это связано с тем, что полифония даёт дополнительные возможности для увеличения динамизма развития, что очень важно в разработке.
Часто применяется контрапунктическое (вертикальное) соединение мотивов, вычлененных из тем. Возможно даже соединение элементов тем главной и побочной партии, ради усиления их конфликта. Также широко применяются имитации.

## Реприза
Реприза — третий крупный раздел формы. В целом она повторяет экспозицию, но обязательным является перенос побочной партии в главную (или одноимённую ей) тональность, гораздо реже в другую тональность. При этом побочная партия в репризе никогда не звучит в той же тональности, в какой она звучала в экспозиции. Это уничтожило бы «идею» сонатной формы, так как в таком случае развитие не имело бы результата.
Реприза снимает или ослабляет конфликт и завершает форму. Это достигается путём её тонального объединения: реприза начинается и заканчивается в основной тональности, хотя побочная партия может проводиться и не в главной тональности. Благодаря этому реприза обычно менее динамична, чем все другие разделы (хотя возможны исключения).

### Изменения по сравнению с экспозицией

#### Главная партия
Главная партия, как зерно всего произведения, в большинстве случаев проводится без серьёзных изменений. Она может быть расширена или, наоборот, сокращена. Как правило, в зрелой сонатной форме её образное наполнение не меняется, однако она может быть динамизирована, и на неё тогда может быть перенесена генеральная кульминация всей формы. Это характерно для поздних симфоний Моцарта, а также музыки XIX века (включая позднего Бетховена), когда композиторы стремятся максимально продлить процесс развития и он не ограничивается разработкой и захватывает репризу.

#### Связующая партия
Связующая партия в репризе уже не играет такой важной роли, как в экспозиции (так как разделы, которые она должна соединить — главная и побочная партии — звучат в одной тональности). Специальный раздел, написанный ради перехода из главной тональности в неё же как бы не нужен. В силу этого в репризе связующая партия может отсутствовать, хотя, например, для музыки Бетховена это редкость.

#### Побочная партия
Главное изменение в побочной партии, как уже было отмечено — тональное. В большинстве примеров, однако, не меняется образный строй побочной партии и её лад. Это относится к минорным произведениям: если побочная партия в экспозиции была в мажоре, в репризе она звучит в минорной тональности, одноимённой главной (хотя возможны исключения). В мажорных произведениях лад побочной партии остаётся мажорным.

#### Заключительная партия
Заключительная партия редко бывает изменённой. Изменения могут касаться перехода к коде — так как в этом случае заключительная партия не завершает раздел, а переходит в следующий, она бывает разомкнутой.

### Особые формы репризы
Помимо описанного нормативного строения репризы, возможны некоторые сравнительно редкие её модификации. Это неполная, зеркальная, полифоническая и субдоминантовая реприза.

#### Сокращённая реприза
Такой называется реприза, в которой пропущена главная или побочная партия.
Чаще встречается отсутствие главной партии. Это явление обусловлено индивидуальной планировкой формы. Например, отсутствие главной партии может иметь место при избытке её материала в разработке. В других случаях её пропуск может встречаться, если связующая партия построена на материале главной, и прямо с неё начинается реприза. Отсутствие главной партии в репризе подчёркивает связь классической сонатной формы со старинной сонатной формой. В качестве примеров произведений, в которых есть реприза с пропущенной главной партией, можно привести первые части Второй и Третьей фортепианных сонат Фридерика Шопена.
Пропуск побочной партии в репризе — исключительное и крайне редкое явление. В ранних образцах сонатной формы это может объясняться тематической идентичностью тем — в репризе проведение подряд одинакового материала в одной тональности может быть излишним. В других случаях на месте побочной партии может находиться раздел, иной функционально (кода), но тематически сходный с ней.

#### Зеркальная реприза
Зеркальная реприза характеризуется обратным порядком следования партий: вначале побочная, потом главная. Обычно такое построение репризы не вносит существенных изменений в конструкцию формы в целом. Примеры произведений с зеркальной репризой: Моцарт — увертюра к опере «Милосердие Тита», Лист — симфоническая поэма «Прелюды», Дворжак — Концерт для виолончели с оркестром h-moll, I часть.

#### Полифоническая реприза
Крайне редко встречающийся тип репризы, в котором главная и побочная партии проводятся одновременно (Вагнер — увертюра к опере «Нюрнбергские мейстерзингеры »).

#### Субдоминантовая реприза
В такой репризе тональное соотношение между главной и побочной партиями сохраняется, но, чтобы побочная партия оказалась в главной тональности, главная проводится в тональности четвёртой ступени. Примеры: Моцарт — фортепианная соната № 16 C-dur; Шуберт — фортепианная соната H-dur, Симфония № 5 B-dur.

## Кода
Кода — дополнительный раздел формы. Её функция — это обобщение материала, высказывание результата, «вывода» всего произведения.
Наличие коды зависит от жанровых свойств произведения. Она часто отсутствует в камерной музыке, камерных ансамблях и сонатах, но почти всегда имеет место в симфониях. Это связано с неодинаковой смысловой нагрузкой этих жанров — симфония, как наиболее сложный и глубокий жанр, более других требует окончательного обобщения и более весомого заключения.
Строение коды не регламентировано. В тематическом отношении она может быть построена на одной или нескольких темах любой из партий. Изредка кода может иметь новую тему (в особенно крупных произведениях).
Гармоническое строение коды также разнится. Она может быть или абсолютно устойчивой (кода-заключение), или, наоборот, быть крайне неустойчивой (кода с элементами разработки). В этом случае кода начинается, как вторая разработка, и только после некоторого развития наступает её устойчивый, завершающий раздел. Такое строение коды объясняется стремлением композитора максимально насытить форму развитием (что характерно, например, для Бетховена и Чайковского).

## Разновидности сонатной формы

### Сонатная форма в концерте
В различных жанровых ситуациях сонатная форма меняется. Наиболее значительная из её модификаций — сонатная форма в концерте (сонатная форма с двойной экспозицией).
Эта разновидность сонатной формы применялась в первых частях концертов для солирующего инструмента с оркестром. Использовалась со второй половины XVIII в. до второй половины XIX века.
Редкий пример применения подобной формы в симфонической музыке — 1я часть Седьмой симфонии Малера

### Сонатина (соната без разработки)
Сонатиной называется сонатная форма без разработки, применённая в типичных для сонатной формы условиях (например, в первых частях цикла). Для неё характерен малый масштаб и сравнительно «лёгкий» характер.

## История сонатной формы

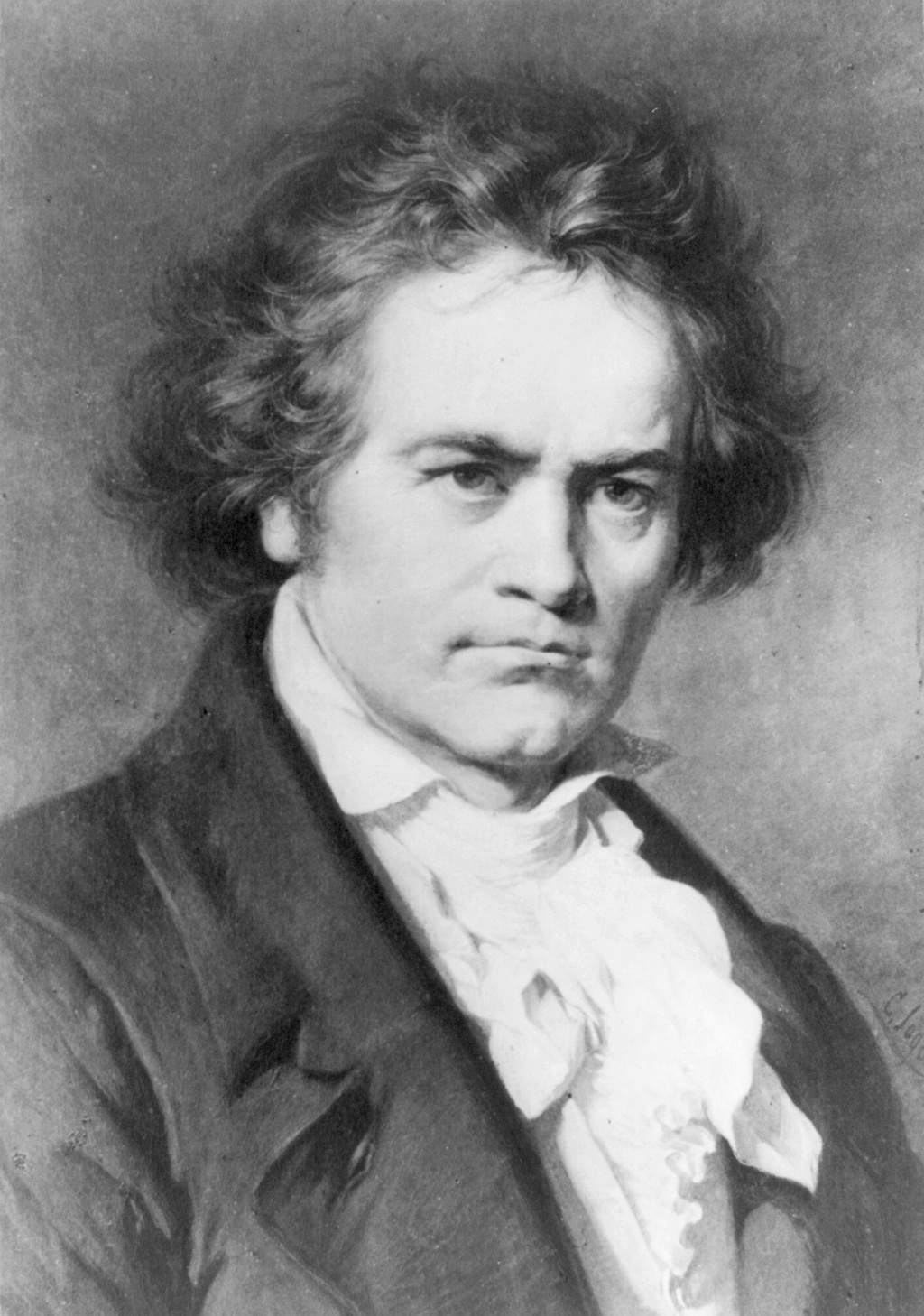
Людвиг ван Бетховен

Сонатная форма кристаллизовалась в устойчивую структуру во второй половине XVIII в. и достигла своей зрелости в творчестве Бетховена.
Её непосредственные предшественники — старинная сонатная и старинная концертная формы.
Структура сонатной формы кристаллизовалась в творчестве Гайдна и композиторов Мангеймской школы. В творчестве Моцарта уже наблюдается индивидуализация каждого конкретного произведения. Для сонатных форм клавирных сонат Моцарта характерно обилие тем (до 6 тем в экспозиции), серии дополнений вместо заключительных партий. Напротив, в камерном и симфоническом творчестве Моцарта сонатная форма как правило очень четко кристаллизована, а по масштабам она не уступает бетховенской.
Творчество Бетховена стало непревзойдённой кульминацией в истории сонатной формы. Композиторы следующей исторической эпохи понимали, что Бетховен довёл саму идею сонатной формы до своего абсолюта, и были вынуждены искать пути обновления формы. Условно говоря, сонатная форма в чистом виде разрушается, приобретая изначально чуждые ей признаки.
Разные композиторы решали задачу обновления формы по-разному. Однако, все они искали способ соединения сонатной формы с иными принципами формообразования. Иногда это были принципы, противоположные идее сонатности (то есть непрерывного обновления и развития). Так, Шуберт внёс в сонатную форму песенное начало, Шуман соединил сонатную форму с принципом сюиты. Берлиоз соединил сонатную форму с подробной литературной программой. Лист шёл по пути объединения сонатной формы и сонатно-симфонического цикла (см. Одночастно-циклическая форма).